# 大島紫央
大島 紫央（おおしま しお、1994年 - ）は、日本の女性リポーター、ナレーター、アナウンサー、モデル。群馬大学卒業。ジョイスタッフ所属。

## 趣味･特技
- 動画制作、読書、ライブ鑑賞、美術館めぐり、喫茶店めぐり、剣道（三段）

## 経歴
- テレビ朝日アスク
- 第42期・41期宝くじ「幸運の女神」
- 前橋観光特使
- 第23代ローズ・クイーン
- ミス群馬大学2014

## 出演

### 現在
- 株式会社freee（freee販売サービス紹介）
- ボートレースウィークリー（アシスタント、2022年10月 - 2023年12月）
  - ボートレース解説者の熊谷直樹と番組に登場する際には、番組内でアンジャッシュの児嶋一哉のように「小島さん」（熊谷）「大島だよ!」（大島）というやり取りをするのが「お約束」となっていた[1]。

### 過去
- 株式会社上毛新聞社（2018年4月 - 2020年3月）
- 宝くじ「幸運の女神（2020年4月 - 2022年3月）- 宝くじPR活動として数々のメディアに出演
- GUN★MADONNA（FM群馬、2020年）
- ムーちゃんのまえばし Sow 業ラジオ（まえばしCITYエフエム、2020年）
- 第73回前橋まつり〜心をつなごう、そして伝えよう〜（群馬テレビ、2021年）
- ジャンポケロード（群馬テレビ、2021年6月）- お笑い芸人ジャングルポケットと共演
- Girls' Talk Trip〜ジョナサンと女子力 UP の旅〜（群馬テレビ（2016年 - 2018年）
- 小規模事業者のためのぐんまオンラインITフェア（群馬県商工会連合会、2020年）
- TOYOTA SOCIAL FES!!2022群馬（2022年）
- イオンタウン上里 2022春の商品紹介ナビゲーター（2022年）
- 脱炭素経営EXPO（2023年)
- オンモール与野東北フェア（2023年）
- イオンモール津田沼秋田県フェア（2023年）
- ハマナビ（テレビ神奈川、2023年4月 - 2024年3月[2]）